# Sivasagar
Sivasagar – miasto w Indiach, w stanie Asam. W 2011 roku liczyło 50 781 mieszkańców.